# Movimiento 19 de Abril

M-19-Fahne

Movimiento 19 de Abril (deutsch Bewegung 19. April; Numeronym: M-19) war eine linksgerichtete kolumbianische Guerilla-Organisation, die sich 1990 in eine politische Partei umwandelte.

## Name
Movimiento 19 de Abril ist Spanisch und bedeutet „Bewegung 19. April“. Der Name geht zurück auf die kolumbianischen Präsidentschaftswahlen am 19. April 1970. Bei diesen Wahlen kam es zu groben Unregelmäßigkeiten, die bis heute unaufgeklärt blieben. Der Gründer des M-19, Jaime Bateman, benannte deshalb seine Organisation nach diesem Datum.

## Geschichte
M-19 wurde 1970 von dem Ex-FARC-Mitglied Jaime Bateman gegründet. Die Mitglieder des M-19 hatten allerdings weniger dogmatische Vorstellungen als die FARC.
1974 raubten Mitglieder des M-19 das Schwert Simón Bolívars aus einem Museum in Bogotá; am 31. Dezember 1978 überfielen sie ein Armee-Depot in Bogotá und stahlen dort rund 5000 Waffen. 1980 besetzte ein Kommando des M-19 67 Tage lang die Botschaft der Dominikanischen Republik in der kolumbianischen Hauptstadt. Sie hielten 15 Diplomaten in ihrer Gewalt, die sie teilweise auf ihrer anschließenden Flucht nach Kuba mitnahmen. 1981 entführte das M-19 die Schwester zweier kolumbianischer Drogenbosse, worauf die Drogenmafia mit der Gründung einer eigenen Organisation, Muerte a los Secuestradores (dt.: Tod den Entführern) reagierte. 1985 erfolgte die Besetzung des Justizpalasts in Bogotá durch M-19-Mitglieder. Die Regierung hatte nach ihrer Ansicht getroffene Vereinbarungen verletzt. Die M-19 wollte durch diese Aktion darauf reagieren und nahm elf Richter als Geiseln. Nach heftigen Kämpfen mit der kolumbianischen Armee waren von dem Gebäude nur noch Trümmer übrig; es gab viele Tote, und der damalige Präsident Belisario Betancur wurde für kurze Zeit entmachtet.
Nachdem der Ausnahmezustand beendet war, begann das M-19 mit dem kolumbianischen Staat zu verhandeln, da es sich nicht mehr in der Lage sah, weiterhin solch spektakuläre Aktionen durchzuführen. International sah sich die Gruppe ebenfalls isoliert; ein 1988 unternommener Versuch, durch ein Gesuch an Armeegeneral Heinz Keßler, Minister für Nationale Verteidigung der DDR, eine Waffenlieferung zu erwirken, scheiterte an Bedenken des Außenministeriums und des Ministeriums für Staatssicherheit. Die Mitglieder forderten eine neue Verfassung, die 1991 schließlich auch verabschiedet wurde. Im selben Jahr wurde die (legale) Partei Alianza Democrática M-19 (Demokratische Allianz M-19) gegründet, die zeitweise neben der liberalen und der konservativen Partei die dritte Kraft im kolumbianischen Parlament war.

## Mitglieder und ehemalige Mitglieder
- Carlos Toledo Plata (1932–1984), Mitbegründer
- Jaime Bateman Cayón (1940–1983), Mitbegründer und Anführer der Organisation von 1974 bis 1983
- Iván Marino Ospina (1940–1985), Mitbegründer und Anführer der Organisation von 1983 bis 1985
- Álvaro Fayad (1946–1986), Mitbegründer und Anführer der Organisation von 1985 bis 1986
- Carlos Pizarro Leongómez (1951–1990), Anführer der Organisation von 1986 bis 1990
- Vera Grabe Loewenherz (* 1951), kolumbianische Politikerin und Menschenrechtsaktivistin
- Gustavo Petro (* 1960), kolumbianischer Präsident